# Похищение Европы (картина Лоррена)
«Похищение Европы» — картина французского художника Клода Желле по прозванию Лоррен из собрания Государственного музея изобразительных искусств имени А. С. Пушкина (Пушкинского музея).
Картина иллюстрирует распространённый мифологический эпизод, описанный у многих античных авторов, — Похищение Европы Зевсом, обратившимся в быка.
Справа внизу расположены подпись художника и дата: Claudio G IV Romae 1655.
Как следует из авторской подписи, картина написана в 1655 году в Риме. Начиная с 1634 года Лоррен зарисовывал большинство своих работ в альбоме «Liber Veritatis»; «Похищению Европы» в этом альбоме соответствует рисунок № 136. Под рисунком имеется подпись «facto al pio Cardinal […] creato pero giusto pap […]» («сделано для кардинала […], избранного папой […]») — слово «Cardinal» расположено очень близко к краю листа, и представляется вероятным, что имя заказчика было обрезано при переплёте разрозненных листов альбома воедино. Тем не менее имя заказчика установлено: им был кардинал Фабио Киджи, который 7 апреля 1655 года, ко времени завершения картины, был избран Папой Римским под именем Александра VII. За эту картину, а также за парную к ней «Битву на мосту» Лоррен  получил 6 сентября 1655 года гонорар в размере 225 скуди. После смерти папы картина долгое время находилась в собственности его наследников. В 1798 году её в Риме купил князь Н. Б. Юсупов. Сначала картина находилась в его московском доме, затем в усадьбе Архангельское и далее была перевезена в Санкт-Петербург, где хранилась в Юсуповском дворце на Мойке. После Октябрьской революции всё имущество князей Юсуповых было национализировано, во дворце был устроен музей. В 1924 году музей Юсуповых был упразднён и картина была отправлена в Государственный Эрмитаж, откуда в 1927 году передана в Пушкинский музей. Выставляется в Главном здании музея в зале 21.
В собрании Гравюрного кабинета Государственных музеев Берлина имеется подготовительный рисунок Лоррена к картине (1655 год, бумага, чернила, карандаш; 17,6 × 23,2 см, инвентарный № KdZ 4537).
Лоррен неоднократно обращался к сюжету похищения Европы. Впервые подобную картину он написал в 1634 году (холст, масло; 172 × 215 см; частная коллекция), и уже в ней он выработал как общее композиционное построение, так и само изображение центральной группы, которые в различных вариациях будут задействованы им в последующих работах. Следующей картиной в этом цикле стала работа 1647 года, ныне находящаяся в Центральном музее Утрехта (холст, масло; 93 × 118 см; в «Liber Veritatis» под № 111); к ней очень близок холст 1658 года из английского частного собрания (в «Liber Veritatis» № 144). Далее была создана московская картина и уже после неё, в 1658 году, Лоррен написал картину из Букингемского дворца (холст, масло; 102 × 135 см)). На обороте листа с рисунком картины из Пушкинского музея из «Liber Veritatis» имеется поздняя надпись, где в качестве заказчика картины назван Филипп де Граверон. Эта запись ошибочна и на самом деле должна относиться не к московской картине, а к версии из Букингемского дворца: известно, что лондонская картина была приобретена в 1829 году на аукционе Кристис, а предыдущий владелец её купил в 1787 году в Париже на распродаже собрания маркизы де Бандевиль, которая являлась внучкой Филиппа де Граверона.
По мнению Е. Б. Шарновой, при создании непосредственно фигур Зевса в виде быка и Европы со служанками Лоррен отталкивался от картины Паоло Веронезе на этот же сюжет, находящейся в Венеции во Дворце Дожей.
У картины есть парная — «Битва на мосту» («Битва между императорами Максенцием и Константином»), тоже созданная по заказу папы Александра VII, внесённая в «Liber Veritas» под соседним № 137, имеющая полностью аналогичный провенанс и вместе с «Похищением Европы» находящаяся в Пушкинском музее.